# Демографска историја Београда
Демографска историја Београда обухвата промене становништва Београда од оснивања до данас. Од оснивања Сингидунума у 3. веку п. н. е. и врхунца под Римљанима у 3. веку (са 8-10.000 становника), град је прошао кроз векове опадања и стагнације све до пада под угарску власт у 13. веку, од када поново јача и напредује (достигавши врхунац од 40.000 душа 1427. под Стефаном Лазаревићем). Град пада под Турке 1521, под којима наставља да се развија све до опсаде и пустошења 1688, када становништво пада са 100.000 грађана на свега неколико хиљада. Аустријско насељавање Београда (1718-1739) пресечено је повратком Турака 1740, под чијом влашћу се град споро опоравља до Првог српског устанка, када поново опада због покоља и протеривања турског становништва. Уласком у састав ослобођене Србије 1815 (званично од 1867), Београд непрекидно расте и развија се до данас.

## Стари век
| Година | Популација |
| ------ | ---------- |
| 170    | 8,000      |
| 1284   | 25,000     |
| 1426   | 40.000     |
| 1683   | 100.000    |
| 1738   | 40.000     |
| 1800   | 25.000     |
| 1834   | 7.033      |
| 1874   | 27.605     |
| 1910   | 89.879     |
| 1921   | 111.739    |
| 1931   | 238.775    |
| 1948   | 367.816    |
| 1953   | 443.991    |
| 1961   | 587.899    |
| 1971   | 899,094    |
| 1981   | 1.087.915  |
| 1991   | 1.168.454  |
| 2002   | 1.119.642  |
| 2011   | 1.166.763  |

Келтски Сингидунум, прво забележено насеље на месту данашњег Београда, први пут се помиње у историјским изворима из 279. п. н. е. У келтском периоду Сингидунум је био насеље од највише неколико стотина становника, пре рибарско село него град, иако је већ био утврђен (остаци се и данас могу видети на Карабурми). Град је пао под римску власт 40. п. н. е.: 86. године постао је римска колонија, а средином 2. века добио је статус муниципија (самоуправне општине) са око 10.000 становника (од чега око 6.000 војника). Број становника почео је да опада током кризе Римског царства у 3. веку и више се није опоравио: као погранична тврђава, Сингидунум је опседан и пустошен више пута током 4. и 5. века од стране Хуна, Острогота, Авара, Гепида и Словена., а последњи пут се помиње под тим именом (као византијски град) 630. године.

## Средњи век
После 630. године Сингидунум нестаје из историјских извора, и тек после два века поново се појављује у документима из 878. као Београд (ALBA GRAECA, GRIECHISCH WEISSENBURG, NANDOR ALBA, NANDOR FEJERVAR, CASTELBIANCO, ALBA BULGARICA). Све до 13. века град није имао прилике да се развија, пошто је био поприште честих опсада током ратова између Византије, Бугарске и Угарске. Од 1254. пада под власт краљевине Угарске и почиње постепено да расте, да би достигао врхунац у периоду 1403-1427. када је знатно проширен и насељен, поставши престоница деспота Стефана Лазаревића, са 40-50.000 становника.

## Нови век
Београд је пао под Турке 1521, али је наставио да расте, достигавши врхунац пред опсаду из 1688, када је имао око 100.000 душа и био други град Турског царства, после Цариграда. Пад под аустријску власт довео је до покоља и расељавања турског и јеврејског становништва, тако да је Београд после 1689. спао на свека неколико хиљада становника, већином војника. Привремени раст уследио је за време аустријске окупације Србије (1718-1739), када је Београд последњи пут утврђен и насељен знатним бројем немачких колониста (укупан број грађана и војника процењивао се на 40.000, већином Немаца и католика), али је град поново расељен повратком под турску власт 1740. Турско становништво Београда постепено је расло до Првог српског устанка (достигавши 1804. преко 20.000 грађана), али је ослобођење Београда 1806 поново довело до покоља и протеривања турских грађана, па је Београд 1834. (у Србији Кнеза Милоша) имао свега 7.000 душа. Уласком у састав ослобођене Србије, Београд је почео константно да расте и развија се као административни, привредни и културни центар Србије, без престанка све до данас.